# Schüttung (Hydrologie)
Mit Schüttung oder Quellschüttung bezeichnet man das aus einer Quelle austretende Wasservolumen in einer bestimmten Zeit, dessen Abflussmenge in [l/s] gemessen wird. Messmethoden sind u. a. die Volumen-Füllzeit-Messung und die Wasserstandsmessung.
Die Schüttung einer Quelle kann abhängig von Niederschlag und Verdunstung mehr oder weniger stark schwanken. Besonders große zeitabhängige Unterschiede der Schüttung kommen bei Karstquellen vor.